# Zajączki Pierwsze
Zajączki Pierwsze – wieś w Polsce położona w województwie śląskim, w powiecie kłobuckim, w gminie Krzepice.
W latach 1975–1998 miejscowość położona była w województwie częstochowskim. Wieś położona jest w dolinie rzeki Liswarty. Przez wieś przepływa jeszcze mniejsza rzeka Piskara, która wpada do Liswarty w tejże miejscowości. W okolicach osady leśnej Zajączki Pierwsze-Ruda, należącej do Zajączek Pierwszych swoje źródła mają także mniejsze cieki wodne, które wpadają do Piskary. Po sąsiedzku znajduje się wieś Zajączki Drugie. Ze względu na podobne nazwy, wsie bywają ze sobą mylone. Zabudowa we wsi jest na ogół zwarta i znajduje się głównie przy jednej ulicy. 
We wsi znajduje się kościół parafialny pw. Świętego Franciszka z Asyżu, Szkoła Podstawowa im. Jana Brzechwy wraz z oddziałem przedszkolnym oraz Ochotnicza Straż Pożarna Zajączki Pierwsze. 